# Неночь
Неночь — это роман для взрослых Джея Кристоффа в жанре тёмного фэнтези, вышедший в 2016 году. Это первая часть «Хроник Неночи». Действие происходит в Республике Итрея, где юная убийца Мия Корвере жаждет отомстить за свою семью.

## Сюжет
В книге рассказывается об убийце Мии Корвере, которая стремится отомстить самым могущественным людям Республики Итрея за уничтожение её семьи. После обучения под опекой бывшего убийцы Меркурио она тренируется в Красной Церкви, чтобы стать убийцей, а также учится овладевать своими способностями Даркина, загадочного существа, которое может управлять тенями. Её силы ограничены тем фактом, что в мире три солнца, а ночь наступает только раз в два с половиной года.

## Персонажи
- Мия Корвере: Главная героиня, последняя дочь Дома Корвере, стремящаяся отомстить за свою семью, а также Даркин в сопровождении своего компаньона Мистера Добряка.
- Трик: Двеймерский полукровка, аколит Красной церкви и любовник Мии.
- Эшлин Ярнхайм: Аколит Красной церкви и дочь бывшего убийцы, которая дружит с Мией и Триком.
- Старик Меркурио: Бывший ассасин Красной церкви, наставник и приемный отец Мии.
- Духовенство Красной Церкви: Мать Друзилла, Солис, Маузер, Паукогубица и Аалея, лидеры и учителя Красной Церкви.
- Тишь: Немой аколит Красной Церкви.
- Мариэль: Одна из двух колдунов-близнецов-альбиносов, нанятых Красной церковью. Она является последней мастерицей кожеплетения, древнейшей разновидностью Ашкахской магики. Мариэль легко лепит как глину чужую плоть и мышцы, но её собственная плоть изуродована в качестве платы за это.
- Адонай: Второй колдун, крововещатель. Он манипулирует кровью — с её помощью он может передавать послания и перемещать людей с некогда живыми предметами (как кости) через бассейны с кровью.
- Лорд Кассий: Глава Красной Церкви и даркин в сопровождении своего компаньона Эклипс.
- Летописец Элиус: Многовековой библиотекарь и летописец Красной Церкви. Как и все книги в его библиотеке, мёртв
- Судья Марк Рем: Командир легионеров Иллюминатов, которого Мия пытается убить.
- Аа — Всевидящий бог-творец, глава итрейского пантеона, Отец Света. Его глаза — три солнца — Саан (Провидец), Саай (Знаток) и Шиих (Наблюдатель).
- Ная — Леди Священного Убийства, сестра и жена Аа, Мать Ночи, богиня. Была изгнана с небес после рождения первого и единственного сына Анаиса.

## Критика
Неночь получила в основном положительные отзывы критиков, с похвалами за создание уникального мира и стиль письма. Книга принесла Джею Кристоффу вторую номинацию на премию Дэвида Джеммелла и выиграла премию Aurealis 2016 года за лучший фэнтези роман .
Издательство Weekly дало книге положительную рецензию, написав, что по мере развития истории она уравновешивает «красоту и грубость», а также «древность и магию». Книга получила четыре из пяти звезд от Бекки Восбург из Seattle Book Review .

## Адаптации
В 2019 году при финансовой поддержке Screen Australia была создана адаптация книги. Мини-сериал из трех частей, основанный на первых нескольких главах Неночи, был выпущен на YouTube в 2019 году